# Владимировка (Карловский район)
Владимировка (укр. Володимирівка) — село,
Максимовский сельский совет,
Карловский район,
Полтавская область,
Украина.
Код КОАТУУ — 5321683402. Население по переписи 2001 года составляло 304 человека.

## Географическое положение
Село Владимировка находится на одном из истоков реки Тагамлык,
ниже по течению на расстоянии в 1 км расположено село Максимовка.
На расстоянии в 0,5 км расположено село Павловщина.
Рядом проходит автомобильная дорога Т-1722.

## Известные жители и уроженцы
- Савенко, Вера Иосифовна (род. 1929) — Герой Социалистического Труда.